# كوينز (سويسرا)
كوينز (بالفرنسية: Köniz)‏ هي بلدية تقع في كانتون برن، سويسرا.[بحاجة لمصدر]

## المدن التوأمة
مدن بريبولييه ‏ و Blatten هي مدن توأمة لـكوينز (سويسرا).

## معرض صور

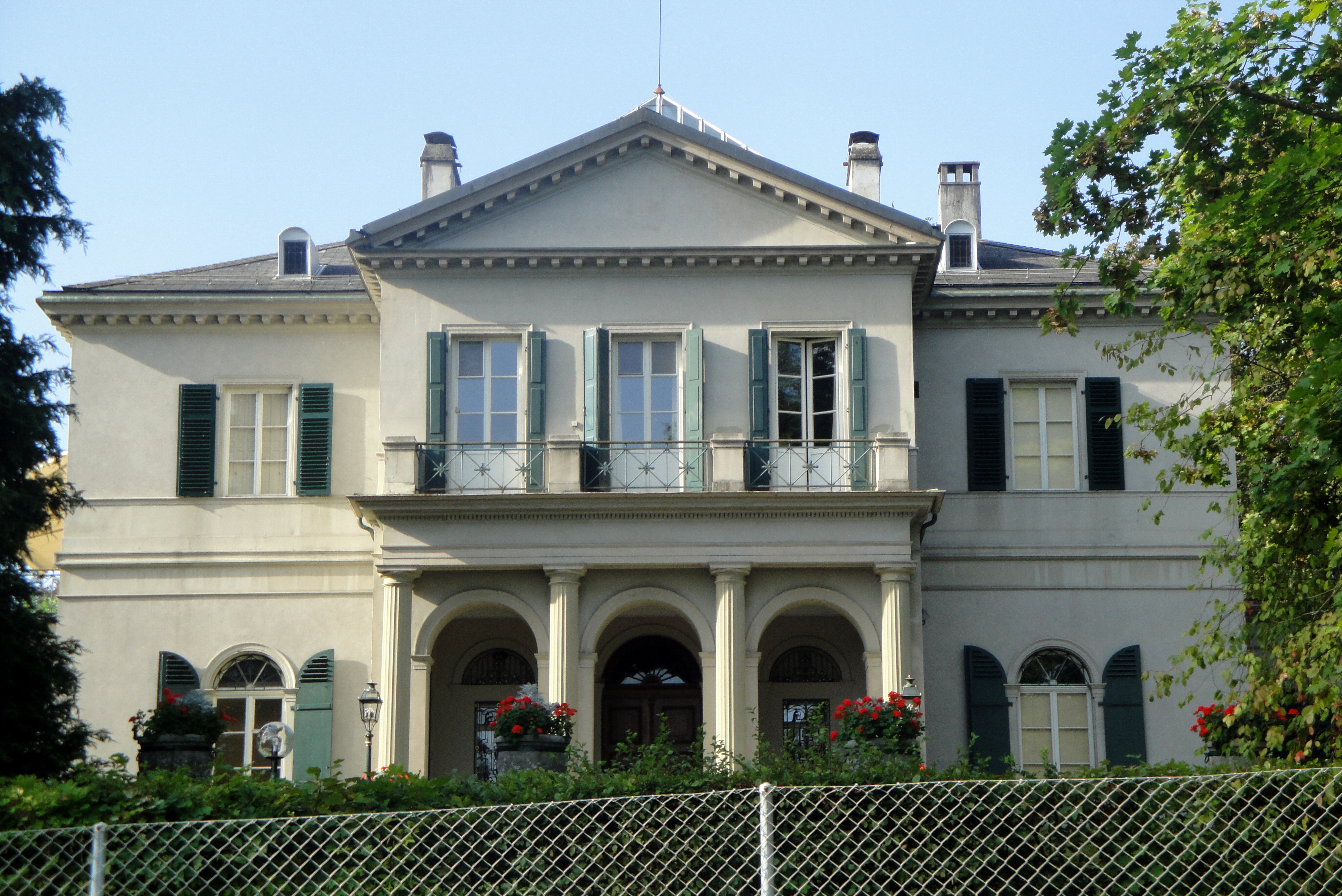
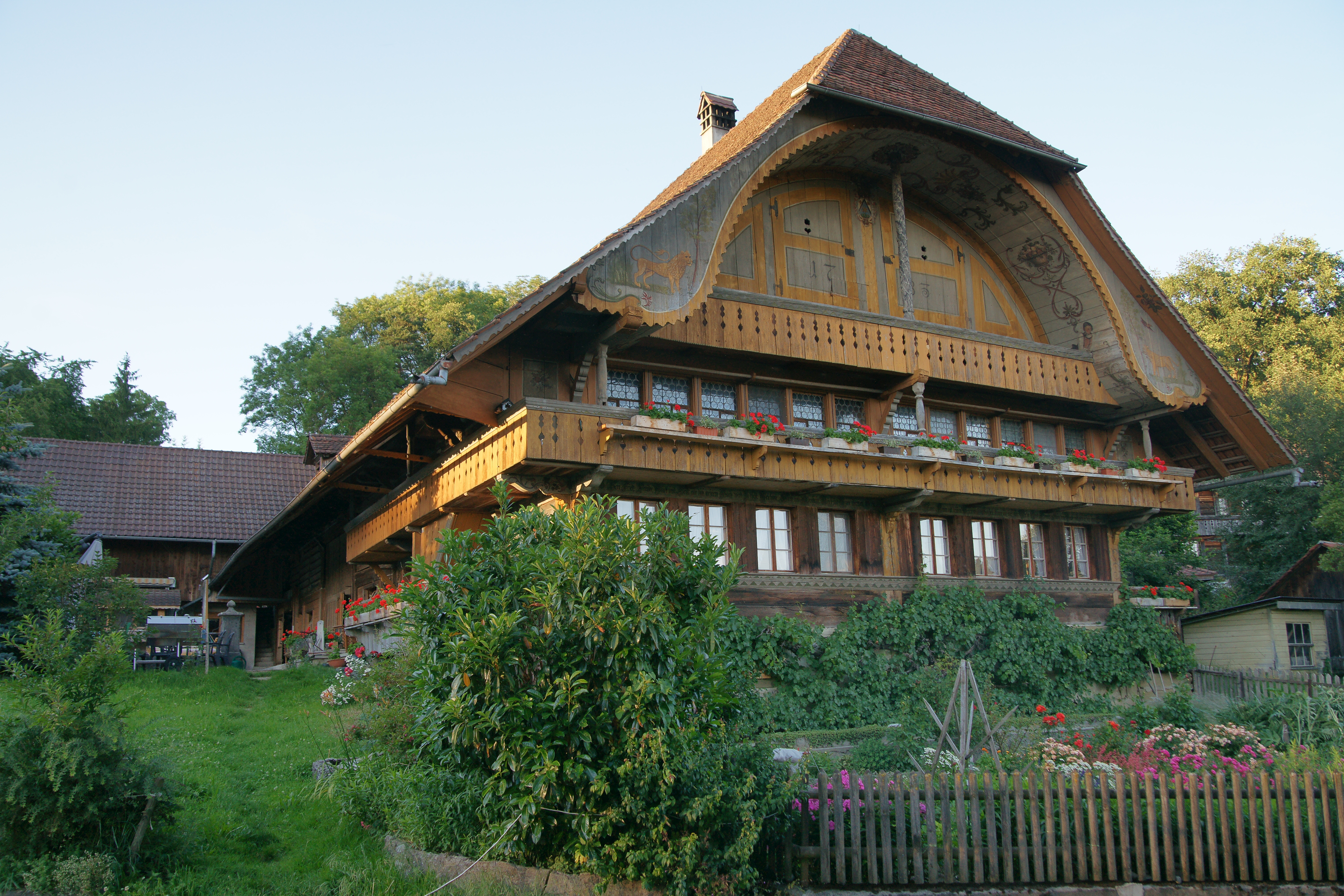
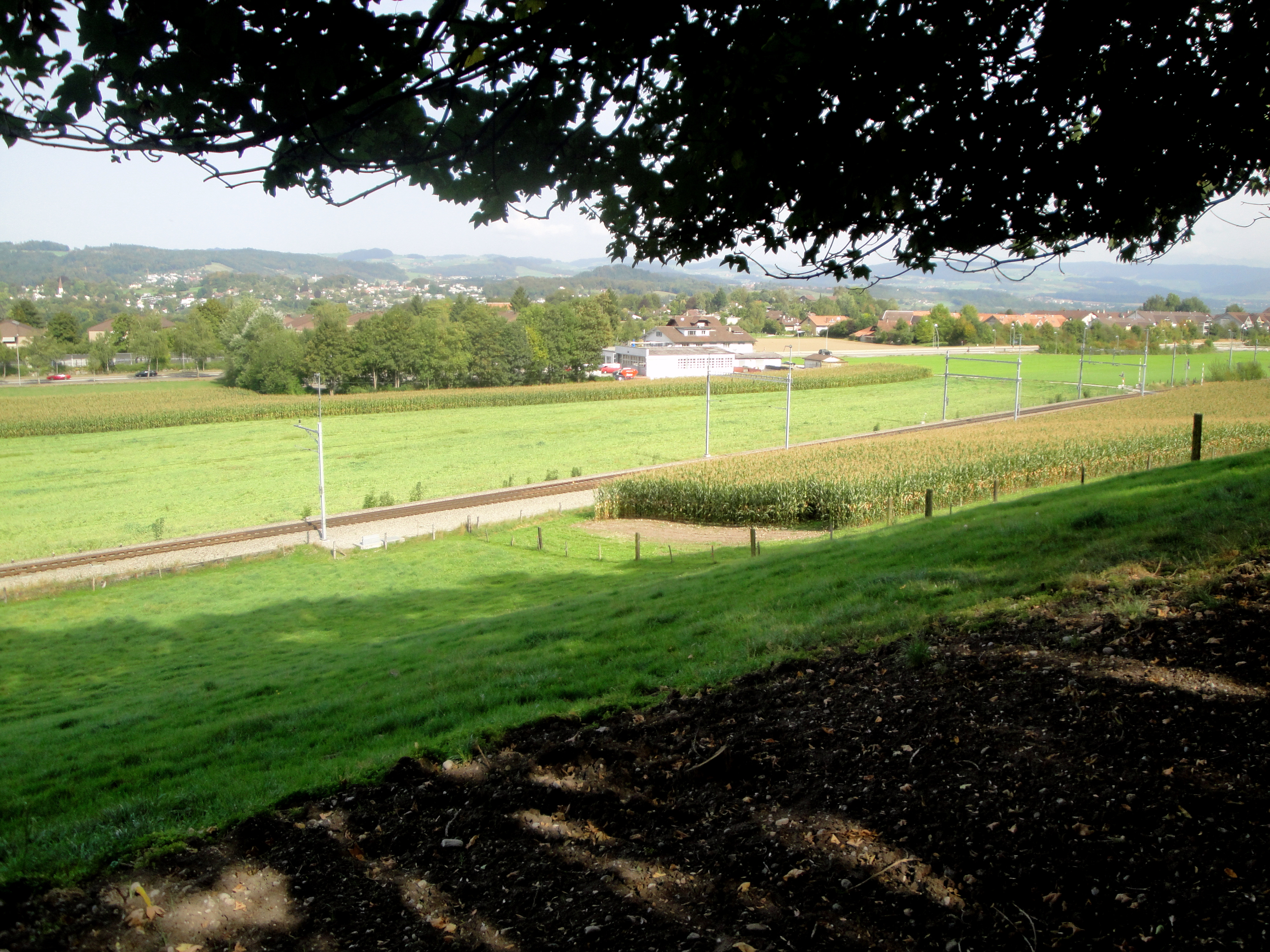
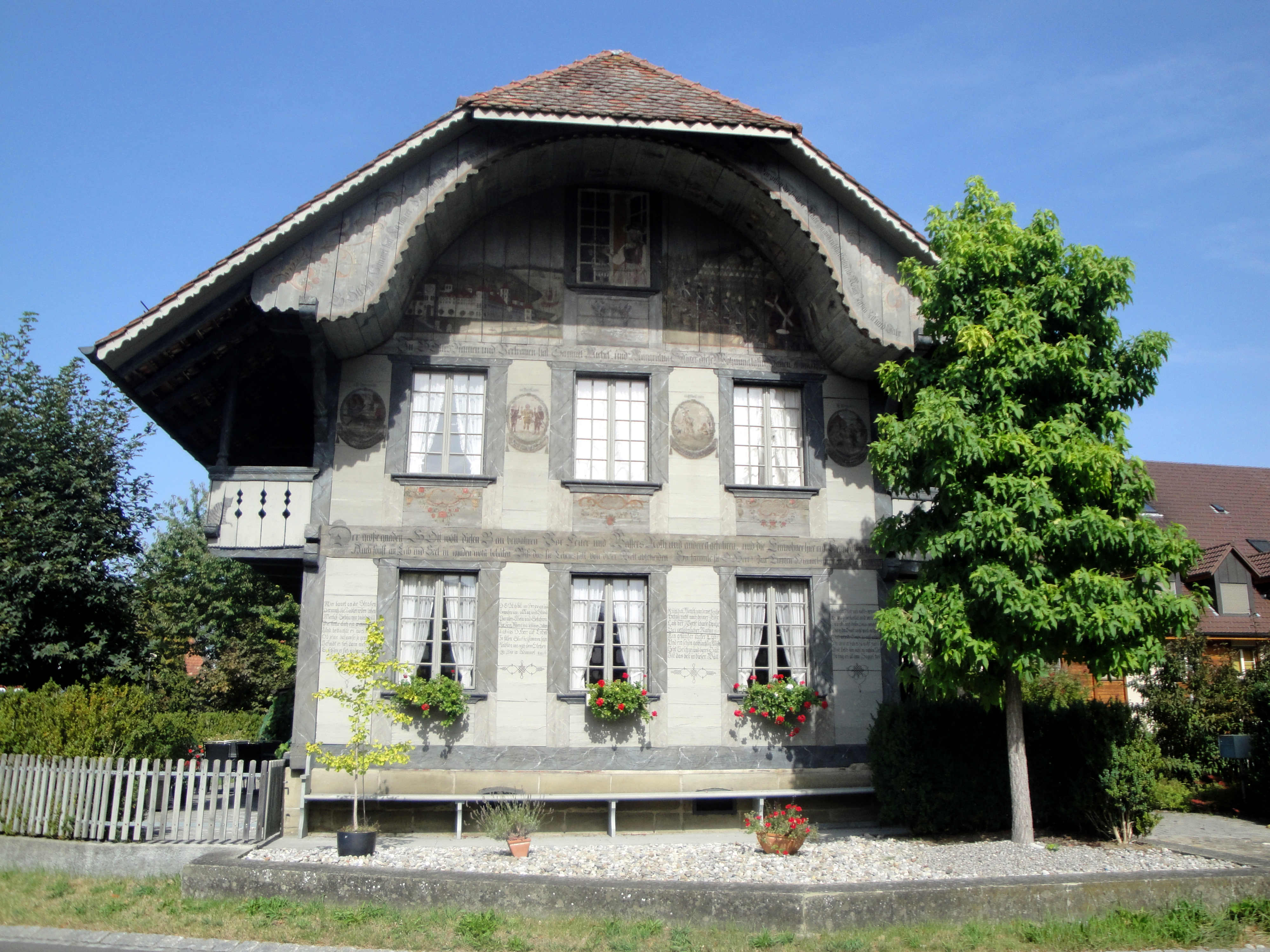
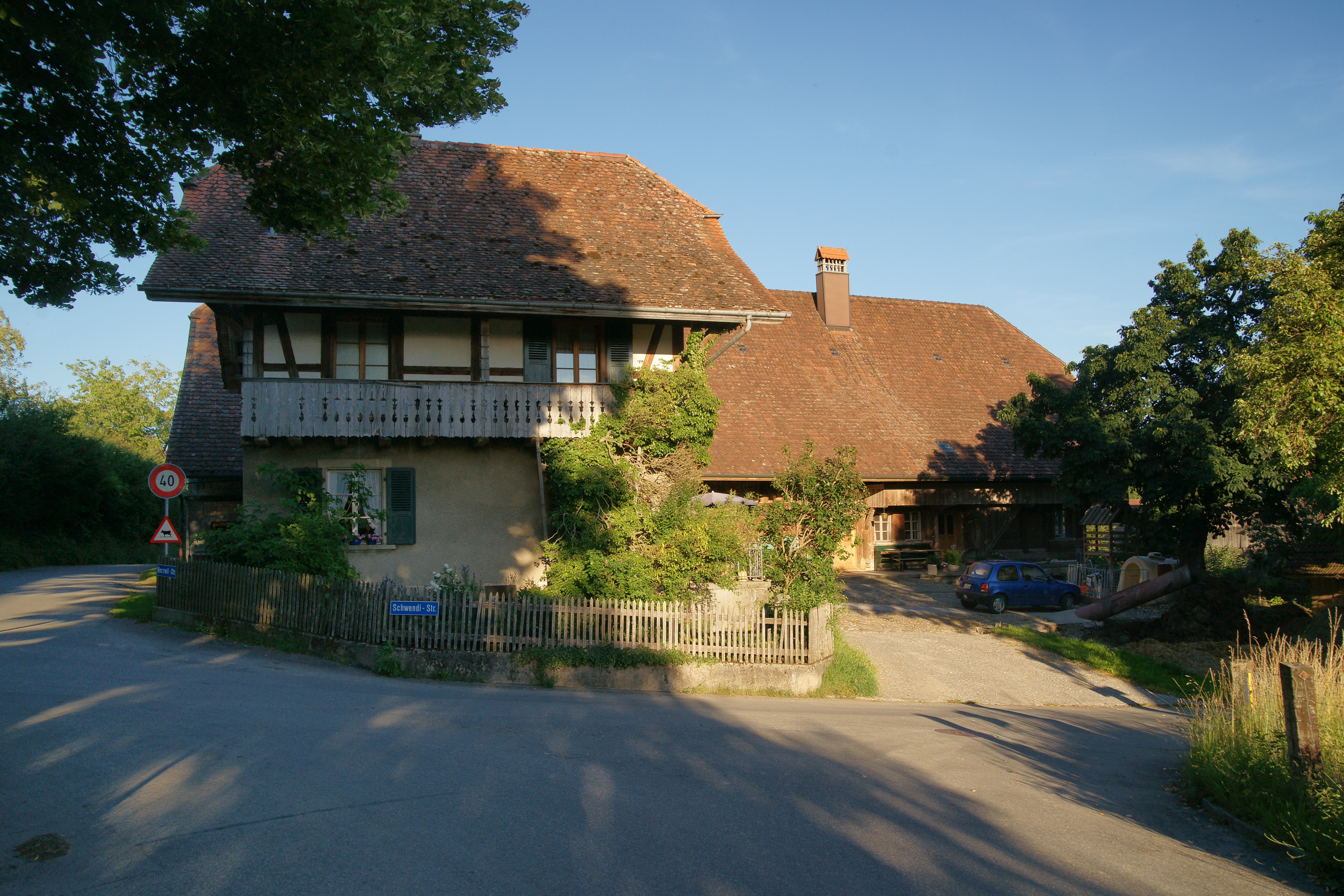
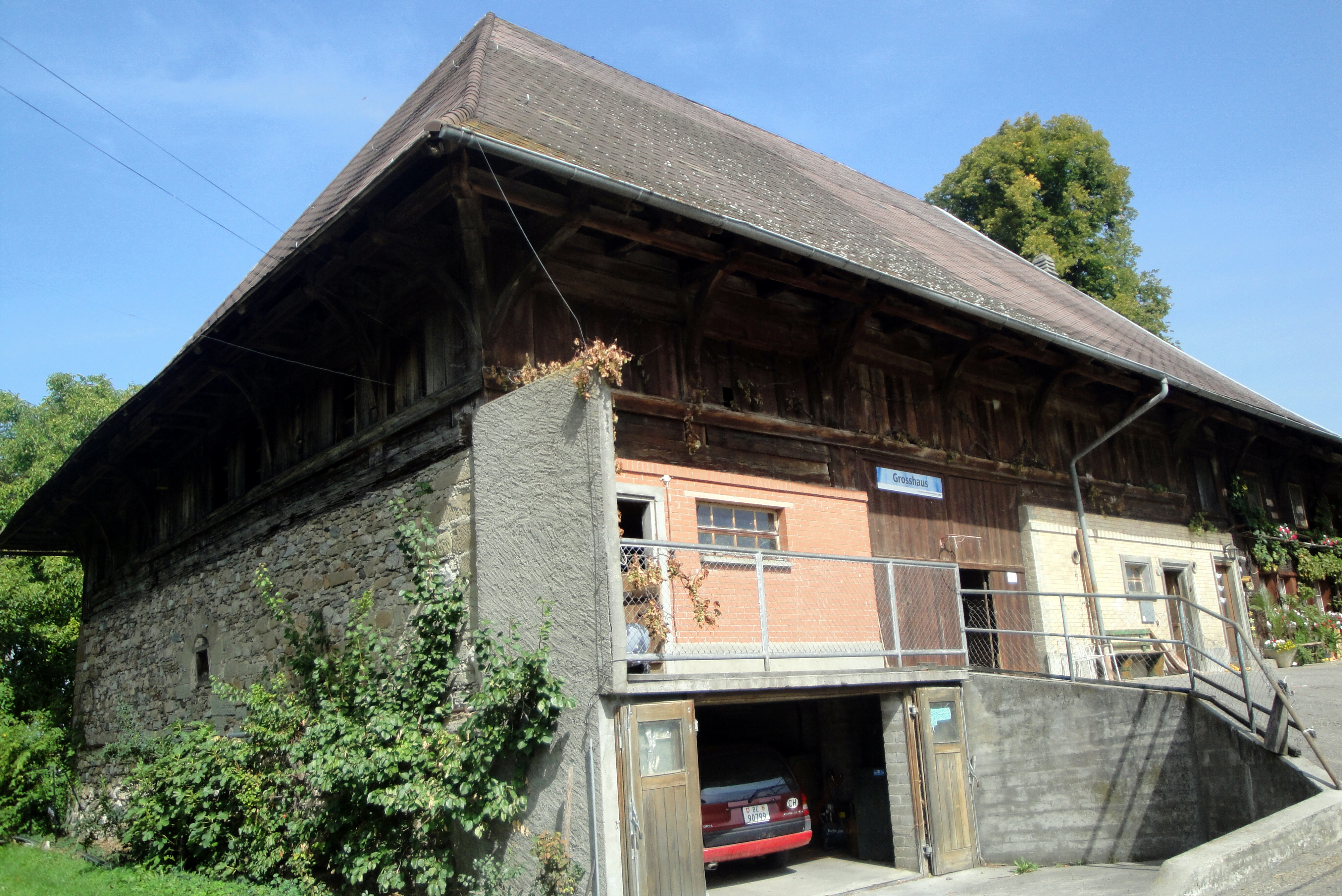

## أعلام
- كارل هوبر
- هاني نيكولاج